# Angico
Angico är en kommun i Brasilien.   Den ligger i delstaten Tocantins, i den centrala delen av landet, 1 000 km norr om huvudstaden Brasília. Antalet invånare är 3 169.
Omgivningarna runt Angico är huvudsakligen savann. Runt Angico är det mycket glesbefolkat, med 7 invånare per kvadratkilometer.